# Кузнецов Володимир Миколайович
Володимир Миколайович Кузнецов (рос. Владимир Николаевич Кузнецов, 28 березня 1938 року, Омськ — 8 жовтня 2016 року, Омськ) — радянський футболіст, грав на позиції правого крайнього нападника, футбольний тренер, арбітр з футболу і хокею з м'ячем. Майстер спорту СРСР (1960), арбітр ФІФА (1984), заслужений працівник фізичної культури Російської Федерації.

## Біографія

### Кар'єра гравця
Вихованець футбольно-хокейної секції «Більшовик», пізніше перейменованої в «Червону Зірку», при Омському моторобудівному заводі ім. П. І. Баранова. В юнацькі роки грав у хокей з м'ячем на рівні обласних змагань і брав участь у складі збірної Омська в Спартакіаді народів РРФСР (1958), але на дорослому рівні вибрав футбол.
З 1957 року протягом тринадцяти сезонів виступав за головну команду міста з футболу — «Іртиш», за цей час провів у першостях країни 340 матчів і забив 72 голи. У віці 31 рік завершив ігрову кар'єру.
У 1971—1973 роках працював у рідному клубі тренером, спочатку в дитячій команді, потім в команді майстрів.

### Кар'єра судді
З 1975 року був суддею змагань з футболу і хокею з м'ячем, одночасно з основним родом діяльності — тренером команди КФК «Червона Зірка».
У 1980 році отримав звання арбітра всесоюзної категорії, а в 1984 році — арбітра ФІФА.
У футболі судив матчі вищої ліги чемпіонату СРСР, як головний арбітр провів 84 матчі (1981—1987). Чотири рази, 1982, 1983, 1985 і 1986 роках включався в списки найкращих арбітрів сезону в СРСР. Обслужив понад 20 міжнародних матчів на рівні збірних і клубів, у тому числі матчі єврокубків.
Очолював Омську обласну колегію футбольних суддів (1983—1988).
У хокеї з м'ячем судив матчі чемпіонату СРСР. З 1975 року працював на матчах вищої ліги, в 1978 році отримав всесоюзну категорію. 11 раз (1977—1987) включався в списки найкращих арбітрів сезону. З 1978 року мав звання судді міжнародної категорії з хокею з м'ячем, працював на п'яти чемпіонатах світу (1979, 1981, 1983, 1985, 1987), у тому числі в 1987 році обслуговував фінальний матч чемпіонату.
У 1988 році припинив суддівську кар'єру, працював начальником (1988—1991) і президентом (1992—1994) футбольного «Іртиша». Також у 1990-ті роки був головою Омської міської колегії футбольних суддів, а у 1988—2002 — головою колегії суддів Уральської регіональної федерації футболу.
Помер 8 жовтня 2016 року. Похований на Старо-Східному кладовищі.

## Титули та досягнення

### Як суддя
- У списках найкращих суддів сезону СРСР (4 рази): 1982, 1983, 1985 і 1986
- Нагороджений пам'ятною золотою медаллю за суддівство більше 80 матчів у чемпіонатах СРСР (84 матчі).